# توکوجی هایاکاوا
تُوکوجی هایاکاوا (به ژاپنی: 早川 徳次 Hayakawa Tokuji) (زاده ۳ نوامبر ۱۸۹۴ - درگذشته ۲۴ ژوئن ۱۹۸۱) یک مخترع و بازرگان ژاپنی بود، که در سال ۱۹۱۲ شرکت شارپ را در شهر اوساکا، ژاپن بنیان نهاد.
شارپ در ابتدا به‌عنوان یک کارگاه فلزکاری فعالیتش را آغاز نمود. هایاکاوا به نوآوری علاقه بسیاری داشت، نخستین اختراع او چفت قلاب بود. پس از سه سال، اختراع جدید او، که یک مداد مکانیکی بود، به بازار ژاپن عرضه شد. اختراع وی، امروزه مداد نوکی نامیده می‌شود.
این مداد که از سرب گرافیت جمع‌شدنی در میله فلزی ساخته شده بود و هیچ‌گاه کند نمی‌شد، از سوی هایاکاوا «مداد همیشه شارپ» نام گرفت. در آن سال، مداد همیشه شارپ، برنده بهترین اختراع ثبت شده در ژاپن و ایالات متحده آمریکا گردید. نام این شرکت، در راستای اولین تولید موفقش، شارپ نام گرفت.
در طول فعالیت شرکت شارپ به رهبری هایاکاوا، توسعه فراوانی یافت و امروزه این شرکت بزرگترین تولیدکننده تجهیزات اداری و یکی از بزرگترین تولیدکنندگان تجهیزات الکترونیکی در جهان می‌باشد.